# Красніков Сергій Владиленович
Сергій Владиленович Красніков (рос. Сергей Владиленович Красников) — доктор фізико-математичних наук, випускник ЛДУ. Здобув популярність завдяки внеску в теоретичну фізику, зокрема за розробку та математичне моделювання труби Краснікова, а також її впливу на принцип причинності, замкнуті часоподібні лінії та надсвітловий рух.
У 2000—2001 році він працював у бельгійській лабораторії StarLab NV/SA як науковий керівник проєкту з оцінювання досяжності подорожей у часі за нормальних фізичних умовах. Старший науковий співробітник лабораторії фізики зірок Пулковської обсерваторії.

## Монографія
- Красников С. В. Некоторые вопросы причинности в ОТО: «машины времени» и «сверхсветовые перемещения». — М. : Ленанд, 2015. — ISBN 978-5-9710-2216-9.

## Статті
1. What is faster — light or gravity?. — 2014. — 25 March. — arXiv:1408.6813.
2. Yet another proof of Hawking and Ellis's Lemma 8.5.5. — 2014. — 25 March. — arXiv:1407.0340.
3. Time machines with the compactly determined Cauchy horizon // Phys.Rev.. — 2014. — Vol. D90 (25 March). — P. 024067. — arXiv:1405.2277. — DOI:10.1103/PhysRevD.90.024067.
4. The speed of gravity in general relativity // Gravitation and Cosmology. — 2011. — Vol. 17 (25 March). — P. 194—197. — arXiv:1009.1761. — DOI:10.1134/S0202289311020150.
5. No to censorship! Comment on the Friedman-Schleich-Witt theorem // Gravitation and Cosmology. — 2013. — Vol. 19 (25 March). — P. 54. — arXiv:1007.4167.
6. Quasiregular singularities taken seriously // Proceedings of science: 5th International School on Field theory and gravitation. — 2009. — 25 March. — arXiv:0909.4963.
7. Even the Minkowski space is holed // Phys.Rev.. — 2009. — Vol. D79 (25 March). — P. 124041. — arXiv:0903.3991. — DOI:10.1103/PhysRevD.79.124041.
8. Gravitational strings. Do we see one? // Gravitation and Cosmology. — 2009. — Vol. 15 (25 March). — P. 62—64. — arXiv:0811.1337. — DOI:10.1134/S0202289309010150.
9. Falling into the Schwarzschild black hole. Important details // Gravitation and Cosmology. — 2008. — Vol. 14 (25 March). — P. 362. — arXiv:0804.3619. — DOI:10.1134/S0202289308040129.
10. Electrostatic interaction of a pointlike charge with a wormhole // Classical and Quantum Gravity. — 2008. — Vol. 25, no. 24 (25 March). — P. 245018. — arXiv:0802.1358. — DOI:10.1088/0264-9381/25/24/245018.
11. Unconventional string-like singularities in flat spacetime // Phys.Rev.. — 2007. — Vol. D76 (25 March). — P. 024010. — arXiv:gr-qc/0611047. — DOI:10.1103/PhysRevD.76.024010.
12. Сверхсветовые перемещения в (полу)классической ОТО. — 2006. — 25 березня. — arXiv:gr-qc/0603060.
13. Evaporation induced traversability of the Einstein—Rosen wormhole // Phys.Rev.. — 2006. — Vol. D73 (25 March). — P. 084006. — arXiv:gr-qc/0507079. — DOI:10.1103/PhysRevD.73.084006.
14. What does the Letelier-Gal'tsov metric describe? // Classical and Quantum Gravity. — 2006. — Vol. 23, no. 2 (25 March). — P. 573. — arXiv:gr-qc/0502090. — DOI:10.1088/0264-9381/23/2/N02.
15. Counter example to a quantum inequality // Gravitation and Cosmology. — 2006. — Vol. 46 (25 March). — P. 195. — arXiv:gr-qc/0409007.
16. The quantum inequalities do not forbid spacetime shortcuts // Phys.Rev.. — 2003. — Vol. D67 (25 March). — P. 104013. — arXiv:gr-qc/0207057. — DOI:10.1103/PhysRevD.67.104013.
17. No time machines in classical general relativity // Classical and Quantum Gravity. — 2002. — Vol. 19, no. 15 (25 March). — P. 4109. — arXiv:gr-qc/0111054. — DOI:10.1088/0264-9381/19/15/316.
18. The time travel paradox // Phys.Rev.. — 2002. — Vol. D65 (25 March). — P. 064013. — arXiv:gr-qc/0109029. — DOI:10.1103/PhysRevD.65.064013.
19. Toward a Traversable Wormhole. — 2000. — 25 March. — arXiv:gr-qc/0003092.
20. A traversable wormhole // Phys.Rev.. — 2000. — Vol. D62 (25 March). — P. 084028. — arXiv:gr-qc/9909016. — DOI:10.1103/PhysRevD.62.084028.
21. Quantum field theory and time machines // Phys.Rev.. — 1999. — Vol. D59 (25 March). — P. 024010. — arXiv:gr-qc/9802008. — DOI:10.1103/PhysRevD.59.024010.
22. Time Machines with Non-compactly Generated Cauchy Horizons and «Handy Singularities». — 1997. — 25 March. — arXiv:gr-qc/9711040.
23. A singularity-free WEC-respecting time machine // Classical and Quantum Gravity. — 1998. — Vol. 15, no. 4 (25 March). — P. 997—1003. — arXiv:gr-qc/9702031. — DOI:10.1088/0264-9381/15/4/020.
24. Paradoxes of time travel. — 1996. — 25 March. — arXiv:gr-qc/9603042.
25. Hyperfast Interstellar Travel in General Relativity // Phys.Rev.. — 1998. — Vol. D57 (25 March). — P. 4760—4766. — arXiv:gr-qc/9511068. — DOI:10.1103/PhysRevD.57.4760.
26. Causality violation and paradoxes // Phys.Rev.. — 1997. — Vol. D55 (25 March). — P. 3427. — DOI:10.1103/PhysRevD.55.3427.
27. On the Quantum Stability of the Time Machine // Phys.Rev.. — 1996. — Vol. D54 (25 March). — P. 7322—7327. — arXiv:gr-qc/9508038. — DOI:10.1103/PhysRevD.54.7322.
28. New Astrophysical Constraints on the Light-Pseudoscalar–Photon Coupling // Phys. Rev. Lett.. — 1996. — Vol. 76 (25 March). — P. 2633. — DOI:10.1103/PhysRevLett.76.2633.
29. On the classical stability of a time machine // Classical and Quantum Gravity. — 1994. — Vol. 11, no. 11 (25 March). — P. 2755. — DOI:10.1088/0264-9381/11/11/016.
30. Topology change without any pathology // General Relativity and Gravitation. — 1995. — Vol. 27, no. 5 (25 March). — P. 529—536. — DOI:10.1007/BF02105077.